# تشيت ووكر
تشيت ووكر (بالإنجليزية: Chet Walker) (22 فبراير 1940 – 8 يونيو 2024) هو لاعب كرة سلة أمريكي سابق بدأ مسيرته الاحترافية في سنة 1962. بلغ طوله 6 قدم 6 بوصة (2.0 م). اعتزل اللعب في 1975.

## نشأته
ولد 22 فبراير 1940 في بينتون هاربور.

## فرق لعب لها
- فيلادلفيا سفنتي سيكسرز
- شيكاغو بولز

## روابط خارجية
- تشيت ووكر على موقع إن بي أي (الإنجليزية)
- تشيت ووكر على موقع سبورتس رفرنس (الإنجليزية)
- تشيت ووكر على موقع كلية كرة السلة في سبورتس رفرنس.كوم (الإنجليزية)
- تشيت ووكر على موقع ريلجم (الإنجليزية)
- تشيت ووكر على موقع بروبوليرز (الإنجليزية)